# Ernest Vessiot

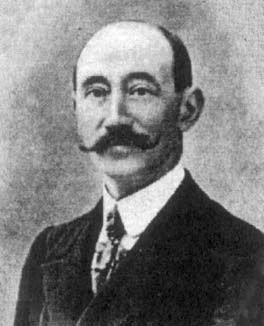

Ernest Vessiot (Marseille, 8 maart 1865 - La Bauche, Savoie, 17 oktober 1952) was een Frans wiskundige. 
Hij ging in 1884 naar de École normale supérieure. 
Hij promoveerde in 1892 op een proefschrift over representaties van de Lie-groepen. Hij bestudeerde in het bijzonder de actie van deze groepen op de onafhankelijke oplossingen van differentiaalvergelijkingen.
Na zijn promotie was hij in 1892-1893 werkzaam als Maître de Conferences aan de Universiteit van Lille. Daarna werkte hij aan de Universiteiten van Toulouse en Lyon.
Na 1910 werd hij professor in de analytische mechanica en hemelmechanica aan de Universiteit van Parijs. Hij wordt voorzitter van de toelatingsexamens aan de École polytechnique. Als directeur van de École normale supérieure tot 1935 gaf hij leiding aan de constructie van de nieuwe natuurkunde-, scheikunde- en geologiegebouwen aan de Rue Lhomond 24.
Hij werd in 1943 verkozen tot lid van de Académie des Sciences.
Veel van Vessiots werk gaat over de integreerbaarheid van gewone differentiaalvergelijkingen.

## Werken
- (fr)  Lecons De Geometrie Superieure (Herrmann, 1919)